# Johannes Schmidt (taalkundige)

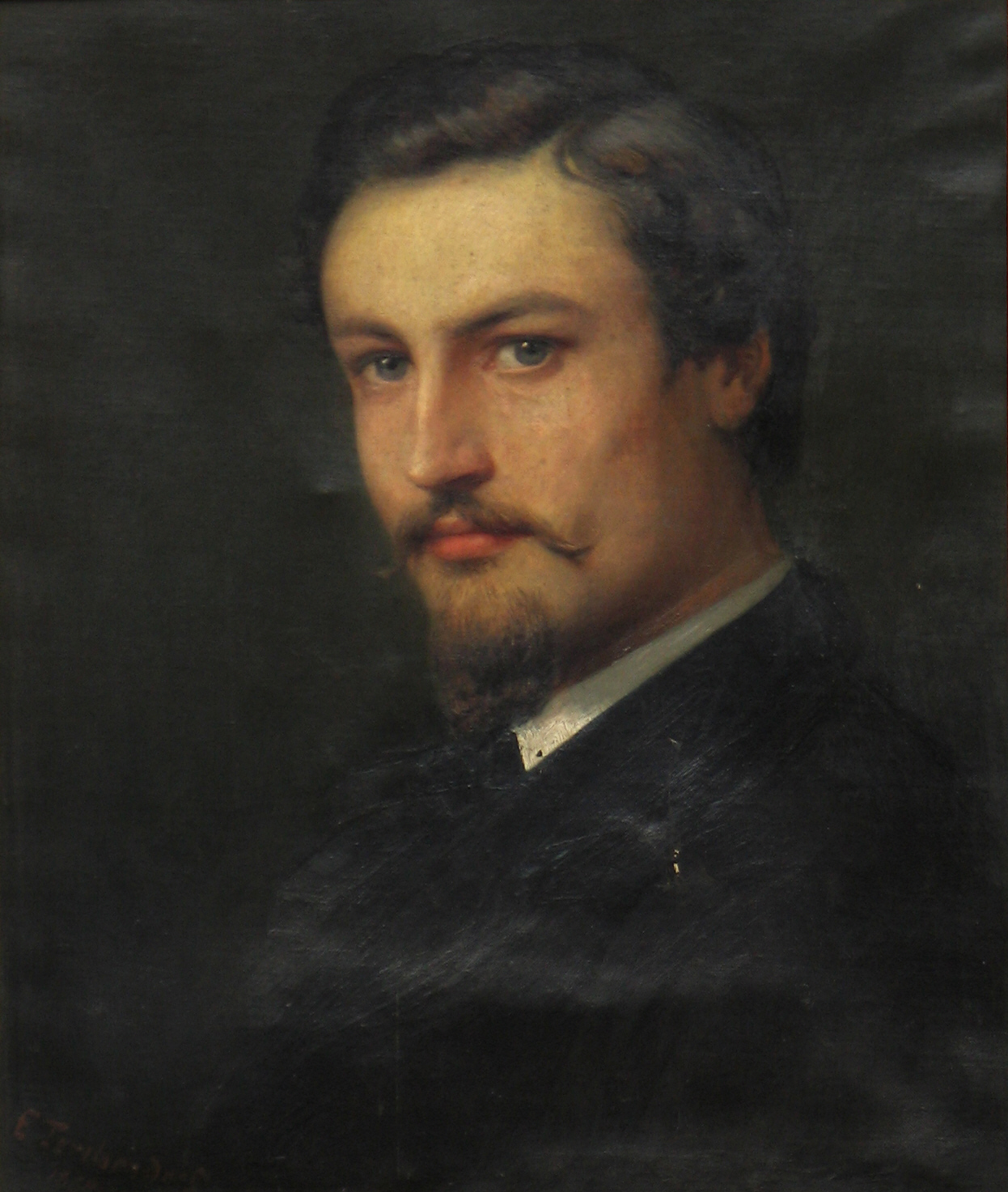
Johannes Schmidt in 1868 (schilderij van Emil Teschendorff)

Johannes Schmidt, volledige naam Johannes Friedrich Heinrich Schmidt (29 juli 1843, Prenzlau - 4 juli 1901, Berlijn) was een Duitse taalkundige die in het bijzonder actief was op het gebied van de vergelijkende taalkunde met betrekking tot Indo-Europese en Slavische talen. Schmidt was de belangrijkste vertegenwoordiger van de Berlijnse school der Indogermanistiek. Hij wordt bovendien als de voornaamste grondlegger van de golftheorie beschouwd. 
In 1865 promoveerde Schmidt onder begeleiding van August Schleicher, met wie hij ook na zijn studie bleef samenwerken. In 1866 kreeg Schmidt een vaste aanstelling als leraar aan het Berlijnse Luisenstädtisches Gymnasium. Na Schleichers plotselinge dood in 1868 ging Schmidt verder met diens onafgemaakte werk Die Deutsche Sprache, dat hij in twintig jaar later opnieuw uitgaf. Een van Schmidts eerste leerlingen was Ulrich von Wilamowitz-Moellendorff. 
In 1868 werd Schmidt hoogleraar aan de Preußische Rhein-Universität. In 1871 hield hij hier lezingen over het Oudkerkslavisch. Een jaar later presenteerde hij zijn golftheorie, die inging tegen de opvatting van de neogrammatici dat klankwetten geen uitzondering kennen. In 1873 kreeg Schmidt voor tien jaar een leerstoel aan de Universiteit van Graz, waarna hij naar Berlijn terugkeerde voor een betrekking als hoogleraar aan de Humboldt-Universiteit. Vanaf 1884 was Schmidt ook lid van de Pruisische Academie van Wetenschappen.